# Sé titular
Sé titular, na Igreja Católica Romana, é uma circunscrição eclesiástica (diocese ou arquidiocese) histórica que hoje existe apenas no título.
O bispo de uma sé titular é conhecido como bispo titular ou bispo de anel, ou "bispo sem bispado", sendo titular de uma das antigas dioceses que não está mais ativa. É bispo, membro do colégio episcopal, mas não tem em seu próprio nome jurisdição eclesiástica sobre um grupo de fiéis. Pode ser, por exemplo, auxiliar de um bispo diocesano ou executar funções de oficial da cúria romana ou de núncio apostólico.

## Bispos com sé titular
Uma sé titular é atribuída aos:
- bispos auxiliares;
- bispos ao serviço da Santa Sé, isto é, com cargos nos dicastérios da Cúria Romana e nas representações pontifícias (núncios e delegados apostólicos), se não forem cardeais;
- exarcas apostólicos; ordinários  para os fiéis de rito oriental sem um ordinário de rito próprio (se não forem também bispos de uma diocese residencial);[2] os bispos da cúria das Igrejas católicas orientais que têm patriarca ou arcebispo maior; o prelado pessoal, os vigários apostólicos, administradores apostólicos territoriais e pessoais; também o prefeito apostólico da Prefeitura Apostólica de Ulã Bator e o abade da Abadia de Pannonhalma);
- administradores apostólicos que governam temporariamente uma determinada Igreja em nome da Santa Sé, se for concedido o caráter episcopal, a menos que também sejam bispos de uma diocese ou bispos eméritos;
- qualquer outro bispo que não seja designado para o cuidado pastoral de uma diocese, por exemplo. os reitores de algumas universidades católicas (como a Lateranense ou a Argentina).

Além disso, no passado, foram atribuídos sés titulares aos:
- bispos residenciais que renunciaram, até 1970;[3] com a publicação do novo Código de Direito Canônico em 1983, esses bispos recebem o título de bispo-emérito da diocese a que renunciaram;
- bispos-coadjutores, até 1976;[4] a esses prelados é atribuído o título da sé, da qual estão destinados a se tornar bispos por direito de sucessão;[5]
- bispos prelados de prelazias territoriais, até 1977;[6] hoje recebem o título de "bispo prelado" da prelazia para a qual foram nomeados;
- ordinários militares ou castrenses, até 1997;[7] esses bispos recebem o título de "bispo ordinário militar/castrense para ..." com o acréscimo do país onde exercem o cargo.

O Código de Direito Canónico declara: "Chamam-se bispos diocesanos aqueles a quem foi confiado o cuidado de alguma diocese; os restantes denominam-se titulares."
Evidentemente, os bispos-coadjutores, que ainda não têm o cuidado de uma diocese, e os bispos-eméritos, que não têm mais ese cuidado, são bispos titulares, não diocesanos, apesar de não terem sés titulares.
O Código de Direito Canônico declara também: "No direito equiparam-se ao Bispo diocesano os que presidem a outras comunidades de fiéis referidas no cân. 368, se da natureza das coisas ou das prescrições do direito não se deduzir outra coisa." e no citado cânon 368: "As Igrejas particulares, nas quais e das quais existe a uma e única Igreja Católica, são primariamente as dioceses, às quais, se outra coisa não constar, são equiparadas a prelatura territorial, a abadia territorial, o vicariato apostólico e a prefeitura apostólica e ainda a administração apostólica estavelmente erecta." Os vigários apostólicos são bispos que governam comunidades de fiéis não em seu próprio nome, mas em nome do Papa, e cada um tem uma sé titular. Também os prefeitos e administradores apostólicos (que não são necessariamente bispos) em seu próprio nome. A responsabilidade pastoral por seu próprio clero e povo é precisamente o que falta aos bispos titulares, porém há uma diferença de opinião entre os canonistas se classificar como titulares ou diocesanos os bispos responsáveis pelo governo de uma prelazia territorial ou ordinariato militar, dado que estes são consagrados com o título de Igreja particular que governam em nome próprio e não como bispos de uma sé titular.

## História
De acordo com o Anuário Pontifício, a origem dos bispos titulares remonta ao século IV. O cânon 8 do Concílio de Niceia de 325 permitiu conceder aos bispos convertidos do novacianismo o título e a honra de bispos, mas sem o cargo.
Mais tarde, muitos bispos foram expulsos pelos sarracenos no Oriente, na África, na Espanha (séculos VII e VIII), pelos pagãos da Livônia (século XIII) e pelos turcos após a queda da Terra Santa (1268) e foram recebidos pelos bispos do Ocidente como bispos auxiliares. Após a morte desses bispos, outros foram consagrados como seus sucessores, estabelecendo linhas de sucessão episcopal para tais sés em territórios governados por não-cristãos ("in partibus infidelium").
Até 1882, essas dioceses foram marcadas por esta expressão latina frequentemente abreviada para in partibus, ou i.p.i., significando "nas terras dos infiéis" ou dos "não crentes".
Ao abolir esta expressão a Santa Sé substituiu-a pelo nome da "sede titular". O motivo da mudança parece ter sido o protesto dos governantes dos estados cristãos que no século XIX haviam obtido independência do Império Turco e não queriam ser designados como regiões dos infiéis.

## Nas igrejas ortodoxas
A concessão de sedes titulares é ocasionalmente praticada na Igreja Ortodoxa. Por exemplo, o renomado teólogo Ioannis Zizioulas (Ιωάννης Ζηζιούλας) é metropolitano de Pérgamo, área sem população ortodoxa desde a troca de populações entre a Grécia e a Turquia em 1923.